# Спорт у Єгипті
Спорт у Єгипті характеризується високим ступенем розвитку порівняно з іншими арабськими і африканськими країнами.
Місцеві спортивні клуби отримують фінансову підтримку від регіональних властей, багато з них отримують фінансову та адміністративну підтримку від уряду. На базі кількох університетів спорт культивується на факультетах фізкультури.

## Футбол
Найпопулярнішим видом спорту в Єгипті є футбол. Єгипетські футбольні клуби, в особливості каїр' Аль-Ахлі і Замалек добре відомі на Близькому Сході та в Африці. Крім того Аль-Ахлі є бронзовим призером Клубного чемпіонату світу з футболу 2006, шестиразовий переможець Ліги чемпіонів КАФ і чотириразовий переможець Кубка африканських чемпіонів. Трохи поступається йому по регалій клуб Замалек, який є п'ятикратним переможцем Ліги чемпіонів КАФ і один раз (у 2000) виграв Африканський кубок чемпіонів. В обох клубів є шанувальники навіть за межами країни. Інші популярні клуби країни: Ісмаїлі (Ісмаїлія), Іттіхад  (Олександрія), Ель-Масрі (Порт-Саїд).
У січні 2006 Олександрія стала одним із 3 міст, які брали кубок Африканський націй, в якому переміг Єгипет.

## Інші види спорту
Серед інших популярних видів спорту в Єгипті можна виділити бокс, баскетбол, гандбол, сквош і теніс. Єгипетська збірна з сквошу яскраво виступила на світових чемпіонатах у 1930-х і відродила колишню славу в даний час. Гандбольна збірна Єгипту, поряд зі збірною Туніса, є найсильнішою на африканському континенті. З початку 1990-х збірна Єгипту п'ять разів ставала чемпіоном континенту, а в 2001 посіла четверте місце на чемпіонаті світу.